# Juan López (cardinale)
Juan López (Valencia, 27 gennaio 1454 – Roma, 5 agosto 1501) è stato un cardinale e arcivescovo cattolico spagnolo.

## Biografia
Ottenne il baccellierato in teologia e da giovanissimo entrò a Roma alla corte del cardinale Borgia, il futuro papa Alessandro VI.
Nel 1481 era già nella Curia romana con l'incarico di Abbreviatore di parco minore. Nel 1484 divenne canonico di Lérida e di Valencia, capitolo di cui divenne decano durante il pontificato di papa Innocenzo VIII. Fu datario dall'agosto del 1492 al febbraio del 1496.
Il 29 dicembre 1492 fu nominato vescovo di Perugia. Godette della piena fiducia di papa Alessandro VI, che ricorse al suo consiglio in occasione della controversia sorta con il cardinale Ascanio Sforza e in occasione della campagna in Italia di Carlo VIII. Ne ebbe in cambio numerosi benefici ecclesiastici in Spagna e la diocesi di Carcassonne, a lui riservata già dal 23 marzo 1495.
Nel concistoro del 19 febbraio 1496 papa Alessandro VI lo elevò alla dignità cardinalizia e il 24 febbraio dello stesso anno ricevette il titolo di Santa Maria in Trastevere. Il 23 dicembre 1497 divenne amministratore apostolico della diocesi di Carcassonne, che mantenne fino alla morte. Fu anche amministratore apostolico della diocesi di Oloron, a cui rinunciò il 28 maggio 1498.
Il 12 maggio 1497 emanò una falsa scomunica ai danni di Girolamo Savonarola attribuendola a papa Alessandro VI: venne istigato in ciò da Cesare Borgia, il figlio del pontefice. Quest'ultimo protestò vivamente contro il cardinale e minacciò Firenze di Interdetto affinché gli fosse consegnato il frate, ma era talmente succube del figlio che non agì con tutto il potere che aveva né osò mai rivelare al mondo l'inganno perpetrato dall'amato rampollo a danno del Savonarola.
Il 15 ottobre 1498 fu promosso arcivescovo metropolita di Capua. Dall'anno successivo riebbe anche la diocesi di Perugia, di cui fu amministratore apostolico fino alla morte.
Morì a Roma e fu sepolto nell'antica basilica di San Pietro in Vaticano, poco tempo prima che fosse demolita.